# 李昇烈
李 昇烈（イ・スンニョル、이승렬、1989年3月6日 - ）は、大韓民国富川市出身、同国代表の元プロサッカー選手。ポジションはフォワード。

## 経歴

### クラブ
新葛（シンガル）高等学校を卒業後、2008年にドラフトで2位指名 を受けFCソウルに入団。初年度からサイドアタッカーとしてレギュラーポジションを獲得し、31試合に出場し5ゴール1アシストを記録し、クラブのリーグ準優勝に貢献。93票中67表を得て この年のKリーグ新人選手賞を受賞した。また三育大学校に進学し、プロサッカー選手と大学生の二足のわらじをはいていた。
2010年、自身キャリアハイとなるリーグ戦7ゴールを挙げる活躍をみせ、クラブのリーグとリーグカップの2冠達成に貢献した。しかし翌2011年シーズンは、崔龍洙監督との確執やデヤン、モリーナといった外国人選手の活躍もあり、出場時間が激減して不調に陥った。
2012年、Jリーグ・ガンバ大阪へ完全移籍。移籍金は1億5000万円（22億ウォン）と報じられた。だがリーグ戦8試合に出場し無得点と結果を残せず、7月23日に蔚山現代FCへの期限付き移籍が発表された。リーグ戦14試合に出場し、AFCチャンピオンズリーグ優勝を経験した。
2013年、城南一和天馬へ完全移籍。2014年から2015年は全北現代モータースに在籍したが、2年間で11試合出場、1アシストのみにとどまった。2016年も全北との契約を残していたが、移籍に向けて双方合意の上で契約を破棄し、2016年3月に同年よりKリーグクラシックに昇格した水原FCに加入した。2016年10月、水原FCより李の任意脱退が公示された。

### 韓国代表
ユース年代から世代別の韓国代表に選出され、2009年にはU-20韓国代表として2009 FIFA U-20ワールドカップに出場、ベスト8に進んだ。2010年1月のザンビア代表との試合でA代表デビューを飾った。同年2月に行われた東アジアサッカー選手権決勝大会では香港代表戦で代表初ゴールを決め、日本代表相手には逆転ゴールを決めた。玉田圭司らと並んで大会得点王に輝いた。この大会の活躍によって南アフリカワールドカップの最終メンバーにも選ばれ、本大会ではギリシャ代表との試合に87分から朴主永に代わり、ワールドカップ初出場を果たした。

## 人物
奇誠庸、具滋哲らと並ぶ89年世代の一人であった。サイドからの崩しを得意としている。ただ2011年以降調子が上がらず、韓国代表にも招集されなくなった。

## 個人成績
| 国内大会個人成績 | 国内大会個人成績 | 国内大会個人成績 | 国内大会個人成績 | 国内大会個人成績 | 国内大会個人成績 | 国内大会個人成績 | 国内大会個人成績 | 国内大会個人成績 | 国内大会個人成績 | 国内大会個人成績 | 国内大会個人成績 |
| 年度             | クラブ           | 背番号           | リーグ           | リーグ戦         | リーグ戦         | リーグ杯         | リーグ杯         | オープン杯       | オープン杯       | 期間通算         | 期間通算         |
| 年度             | クラブ           | 背番号           | リーグ           | 出場             | 得点             | 出場             | 得点             | 出場             | 得点             | 出場             | 得点             |
| 韓国             | 韓国             | 韓国             | 韓国             | リーグ戦         | リーグ戦         | リーグ杯         | リーグ杯         | FA杯             | FA杯             | 期間通算         | 期間通算         |
| ---------------- | ---------------- | ---------------- | ---------------- | ---------------- | ---------------- | ---------------- | ---------------- | ---------------- | ---------------- | ---------------- | ---------------- |
| 2008             | ソウル           | 37               | Kリーグ          | 21               | 3                | 1                | 0                | 10               | 2                | 32               | 5                |
| 2009             | ソウル           | 28               | Kリーグ          | 22               | 5                | 2                | 0                | 4                | 2                | 28               | 7                |
| 2010             | ソウル           | 28               | Kリーグ          | 25               | 7                | 1                | 0                | 3                | 3                | 29               | 10               |
| 2011             | ソウル           | 28               | Kリーグ          | 17               | 1                | 1                | 0                | 1                | 0                | 19               | 1                |
| 日本             | 日本             | 日本             | 日本             | リーグ戦         | リーグ戦         | リーグ杯         | リーグ杯         | 天皇杯           | 天皇杯           | 期間通算         | 期間通算         |
| 2012             | G大阪            | 37               | J1               | 8                | 0                | -                | -                | -                | -                | 8                | 0                |
| 韓国             | 韓国             | 韓国             | 韓国             | リーグ戦         | リーグ戦         | リーグ杯         | リーグ杯         | FA杯             | FA杯             | 期間通算         | 期間通算         |
| 2012             | 蔚山             | 21               | Kリーグ          | 14               | 2                | -                | -                | 0                | 0                | 14               | 2                |
| 2013             | 城南             | 28               | Kリーグ          |                  |                  |                  |                  |                  |                  |                  |                  |
| 通算             | 韓国             | 韓国             | Kリーグ          | 99               | 18               | 5                | 0                | 18               | 7                | 122              | 25               |
| 通算             | 日本             | 日本             | J1               | 8                | 0                | -                | -                | -                | -                | 8                | 0                |
| 総通算           | 総通算           | 総通算           | 総通算           | 107              | 18               | 5                | 0                | 18               | 7                | 130              | 25               |

| 国際大会個人成績 | 国際大会個人成績 | 国際大会個人成績 | 国際大会個人成績 | 国際大会個人成績 | FIFA      | FIFA      |
| 年度             | クラブ           | 背番号           | 出場             | 得点             | 出場      | 得点      |
| AFC              | AFC              | AFC              | ACL              | ACL              | クラブW杯 | クラブW杯 |
| ---------------- | ---------------- | ---------------- | ---------------- | ---------------- | --------- | --------- |
| 2009             | ソウル           | 37               | 4                | 1                | -         | -         |
| 2011             | ソウル           | 28               | 4                | 0                | -         | -         |
| 2012             | G大阪            | 37               | 3                | 0                | -         | -         |
| 通算             | AFC              | AFC              | 11               | 1                | 0         | 0         |

- Jリーグ初出場 - 2012年3月10日 J1第1節 vsヴィッセル神戸（万博記念競技場）

## 代表歴

### 出場大会
- U-12韓国代表
- U-15韓国代表
- U-18韓国代表
- U-20韓国代表
  - 2009年 - U-20ワールドカップ・エジプト大会
- 韓国代表
  - 2010年 - 第4回東アジアサッカー選手権
  - 2010年 - ワールドカップ・南アフリカ大会

### 試合数
- 国際Aマッチ 10試合 3得点（2010年）[15]

| 韓国代表 | 国際Aマッチ | 国際Aマッチ |
| 年       | 出場        | 得点        |
| -------- | ----------- | ----------- |
| 2010     | 10          | 3           |
| 通算     | 10          | 3           |

### 得点
| #  | 開催年月日    | 開催地       | 対戦国     | 勝敗  | 試合概要                   |
| -- | ------------- | ------------ | ---------- | ----- | -------------------------- |
| 1. | 2010年2月7日  | 日本、東京   | 香港       | ○ 5-0 | 東アジアサッカー選手権2010 |
| 2. | 2010年2月14日 | 日本、東京   | 日本       | ○ 3-1 | 東アジアサッカー選手権2010 |
| 3. | 2010年5月16日 | 韓国、ソウル | エクアドル | ○ 2-0 | 親善試合                   |

## タイトル

### クラブ
FCソウル
- Kリーグ：1回（2010年）
- ポスコカップ：1回（2010年）

蔚山現代
- AFCチャンピオンズリーグ：1回（2012年）

### 個人
- Kリーグ新人王：（2008年）
- 東アジアサッカー選手権得点王：（2010年）